# هدبيات الأجنحة
التربس أو تربسة أو برغوت الكراث (الاسم العلمي: Thrips) من رتبة هدبيات الأجنحة (الاسم العلمي: Thysanoptera) مأخوذة من اليونانية (ϑύσανος = thusanos = أهداب) + (πτερος = pteron = جناح). ومن بين الأسماء الأخرى الشائعة لحشرات التربس الذباب الرعدي (thunderflies) والحشرات الرعدية (thunderbugs) وحشرات العواصف (storm flies) والآفات الرعدية (thunderblights) وقمل الذرة (corn lice). وتتغذى أنواع التربس على مجموعة كبيرة من المصادر، سواء نباتية أو حيوانية، من خلال ثقبها وامتصاص محتوياتها. ويعتبر عدد كبير من أنواع حشرات التربس من الحشرات الضارة، نظرًا لأنها تتغذى على نباتات ذات قيمة تجارية. وتتغذى بعض أنواع التربس على الحشرات الأخرى أو السوس وتعتبر متطفلة، بينما يتغذى البعض الآخر على البوغيات الفطرية أو حبوب اللقاح. وقد تم وصف حوالي 5000 نوع من هذه الحشرات حتى الآن. وحشرات التربس بوجه عام صغيرة الحجم (حيث يبلغ طولها 1 مم أو أقل)، وهي ليست ماهرة في الطيران على الرغم من أن الرياح قد تحملها لمسافات طويلة. وفي حال توفر الظروف المناسبة، قد تزيد أعداد العديد من الأنواع بشكل استثنائي وتكون أسرابًا كبيرة، مما يجعلها مؤرقة للبشر.
الكلمة الإنجليزية thrips (تربس) تُستخدم لكل من صيغتي المفرد والجمع، مثلها مثل كلمة sheep (خروف) أو deer (أيل) أو moose (الموظ)، ومن ثم فإن العديد من حشرات التربس يطلق عليها «تربس» (thrips)، وكذلك حشرة التربس الواحدة يطلق عليها «تربس» (thrips) أيضًا. وكلمة "thrips" مشتقة من اليونانية وتعني حمار قبّان (wood louse).

## معرض صور

## وصلات خارجية
- Thrips of the World checklist
- Thrips images from the "Pests and Diseases Image Library (PaDIL)" of Australia
- University of California Pest Management Guidelines for Thrips
- University of California Thrips Identification
- CISR: Center for Invasive Species Research Fact Sheets
  - Avocado Thrips
  - Western Flower Thrips
  - Myoporum Thrips
- Thrips links on the UF / IFAS Featured Creatures Web site
  - Frankliniella schultzei, common blossom thrips (Thripidae)
  - Gynaikothrips ficorum, Cuban laurel thrips (Phlaeothripidae)
  -  Heliothrips haemorrhoidalis , greenhouse thrips (Thripidae)
  - 'Scirtothrips dorsalis chilli thrips (Thripidae)
  - Selenothrips rubrocinctus, redbanded thrips (Thripidae)
  - Thrips palmi, melon thrips (Thripidae)
  - Thrips simplex, gladiolus thrips (Thripidae)